# Manneville-sur-Risle
Manneville-sur-Risle – miejscowość i gmina we Francji, w regionie Normandia, w departamencie Eure.
Według danych na rok 1990 gminę zamieszkiwało 1009 osób, a gęstość zaludnienia wynosiła 108 osób/km² (wśród 1421 gmin Górnej Normandii Manneville-sur-Risle plasuje się na 233 miejscu pod względem liczby ludności, natomiast pod względem powierzchni na miejscu 387).